# Demokrata-Republikánus Párt
A Demokrata-Republikánus Párt politikai párt volt az Amerikai Egyesült Államokban, amelyet Thomas Jefferson és James Madison alapított az 1790-es évek elején. Az 1800-as amerikai elnökválasztás után kezdett el domináns lenni, miután a Föderalista Párt összeomlott. Az 1824-es elnökválasztás után szétvált a párt. Az egyik frakcióból jött létre a mai napig is ezen néven ismert Demokrata Párt, míg a párttagok többi része megalapította a Whig Pártot.
A Demokrata-Republikánus Párt a Kongresszus egyik frakciójából alakult, amely ellenezte Alexander Hamilton ideológiáit (az ország pénzügyminisztere George Washington alatt). Washington második ciklusa alatt egyre erősebb lett a Demokrata-Republikánus és a Föderalista Párt. Ugyan az 1796-os elnökválasztáson a föderalista John Adams diadalmaskodott, 1800-ban már a Demokrata-Republikánus Párt jelöltje, Thomas Jefferson nyerte el a pozíciót. Jefferson elnöksége alatt vásárolta meg az ország Louisianát Franciaországtól.
Madison 1809-ben lett elnök Jefferson után és vezette az országot a brit-amerikai háborúban. A Föderalista Párt 1815-ben összeomlott, ennek köszönhetően a Demokrata-Republikánus maradt az egyetlen erős párt. Az 1824-es választáson ellenfél nélkül maradt párt kettévált. Az egyik frakció John Quincy Adamset támogatta, míg a másik Andrew Jacksont. Jackson frakciójából alakult ki a Demokrata Párt, míg Adams támogatói megalapították a Nemzeti Republikánus Pártot, amely később beleolvadt a Whig Pártba. 
Az ország déli részében volt a legerősebb a párt, míg Új-Angliában a legkevésbé. Külügyet tekintve a franciákat támogatták Anglia ellenében, de ez a támogatás Napóleon hatalomátvétele után visszaesett.

## Történelme

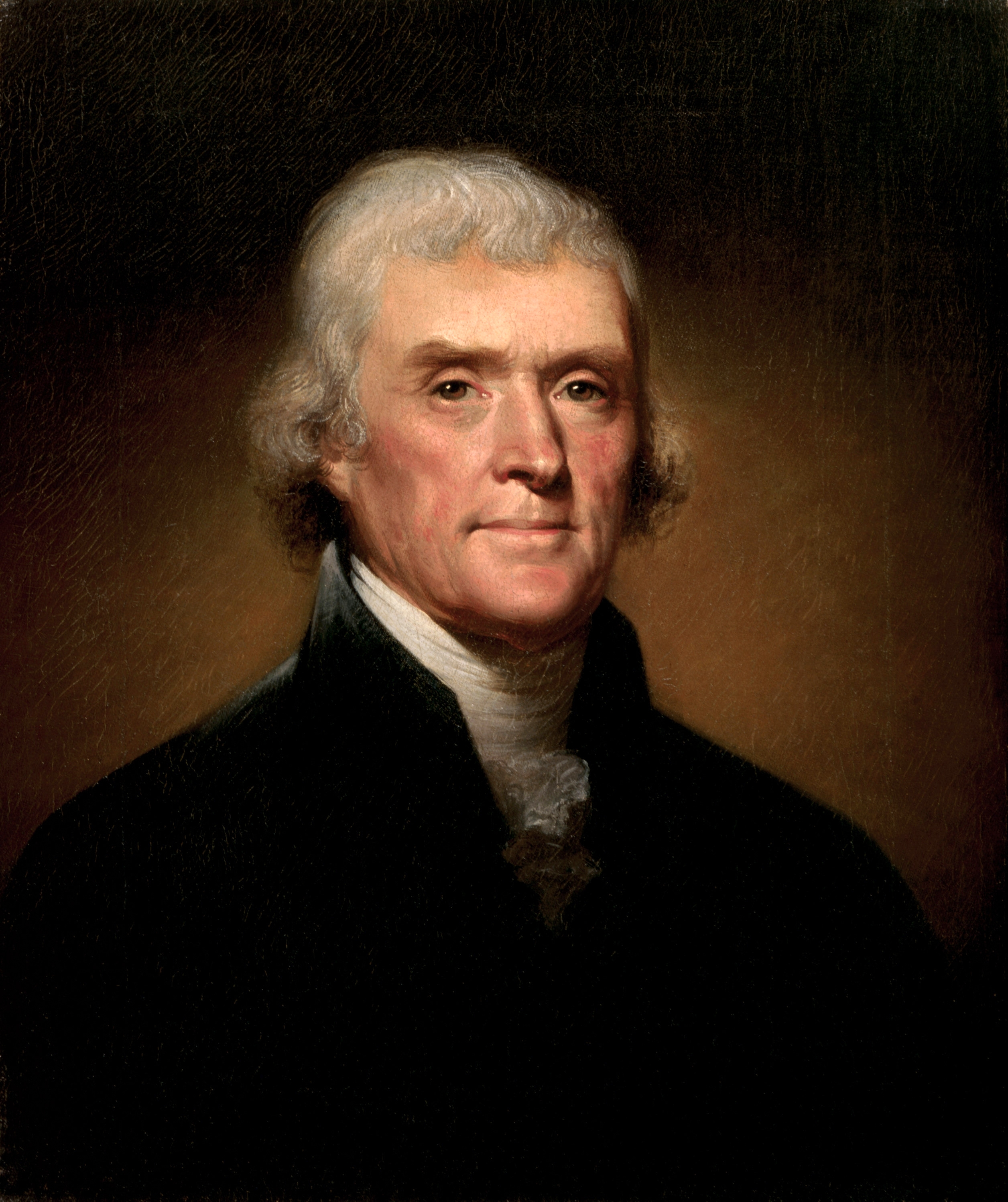
Thomas Jefferson

### 1789-1800: Alapítás
AZ 1788-89-es elnökválasztáson George Washington elnyerte az elektori kollégium összes szavazatát. Ez is mutatta, hogy 1789 előtt nem alakultak nemzeti szinten pártok. Washington Thomas Jeffersont választotta külügyminiszterének és Alexander Hamiltont pénzügyminiszterének. James Madison fontos tanácsadója volt és a támasza a Kongresszusban.
Hamilton felállította az Egyesült Államok Első Bankját. Irányelvei létrehoztak egy ellenzéket a Kongresszuson belül és a déli államok nem kedvelték. Madison lett ezen ellenzéknek a vezetője és bár Jefferson nem ellenezte nyilvánosan Hamilton elveit, a háttérben dolgozott, hogy akadályozza őt. Jefferson és Madison létrehozta a National Gazette újságot, amely a politikát az arisztokraták és a republikánusok küzdelmeként állította be. Az 1792-es választáson Washington ellenfél nélkül indult, de Madison és Jefferson New York-i kormányzó George Clintont támogatták, mint alelnökjelölt.
1793 végén kezdtek el frakciók megjelenni a Kongresszusban, bár nem voltak hivatalosan különválasztva. Végül Jefferson követői lettek a Republikánusok (vagy Demokrata-Republikánusok) és Hamilton követőiből alakultak a Föderalisták. A külpolitika volt a gazdaság mellett az egyik fő ok erre a kettéválásra. Hamilton ellene volt a francia forradalomnak, míg a jeffersonisták támogatták.
1795-96-ban már megjelentek a választási kampányok a két párt között. Mikor Washington elutasította a lehetőséget a harmadik ciklusra, az 1796-os elnökválasztás lett az első, amelyben nem egy jelölt volt. Jefferson 1793-ban visszavonult a kabinetben betöltött szerepétől és Madison kezében hagyta a párt irányítását. Ennek ellenére a párt Jeffersont választotta az elnökjelöltjének és Aaron Burr szenátort az alelnökjelöltjének. A Föderalisták John Adamset és Thomas Pinckneyt választotta jelölteknek. A Föderalisták azzal támadták Jeffersont, hogy franciabarát és ateista, míg a Demokrata-Republikánusok angolbarátnak és monarchistának nevezték Adamset. Végül Adams nyerte el az elnöki címet és Jefferson lett az alelnöke.
Adams elnöksége alatt az Egyesült Államok a franciákkal való jó kapcsolat kiépítésén dolgozott, amely egy nem hivatalos háborúhoz vezetett a két fél között. A kormányt kritizáló újságírókat és sok Demokrata-Republikánust letartóztattak.

Az 1800-as elnökválasztás eredménye

### 1801-1809: Jefferson elnöksége
Az 1800-as elnökválasztáson a Demokrata-Republikánusok ismét Jeffersont és Burrt jelölték, míg ellenfelük Adams és Charles Cotesworth Pinckney volt. Végül Jefferson nyerte el az elnökséget, 73 elektori szavazat megszerzésével.
Jefferson külügyminiszterének Madisont nevezte ki, pénzügyminisztere pedig Albert Gallatin volt. Ugyan tagjai nem voltak a kabinetjének, Jefferson sok Föderalistának megengedte, hogy pozíciójában maradjon és esetekben ki is nevezte a párt tagjait fontos pozíciókra. Jefferson adócsökkentés mellett a hadsereg és a hajóflotta méretéből is lefaragott.
Miután visszavonták a Föderalista programok és törvények nagy részét, az átlagos amerikai polgárnak nem sok kapcsolata volt a kormánnyal. 1801 és 1809 között Jefferson lecsökkentette az államadósságot 83 millió dollárról 57 millióra. Annak ellenére, hogy legtöbb lépésüket Jefferson visszafordította, a Föderalisták többségben maradtak a Legfelsőbb Bíróságban Marshall főbíró 1835-ös haláláig.

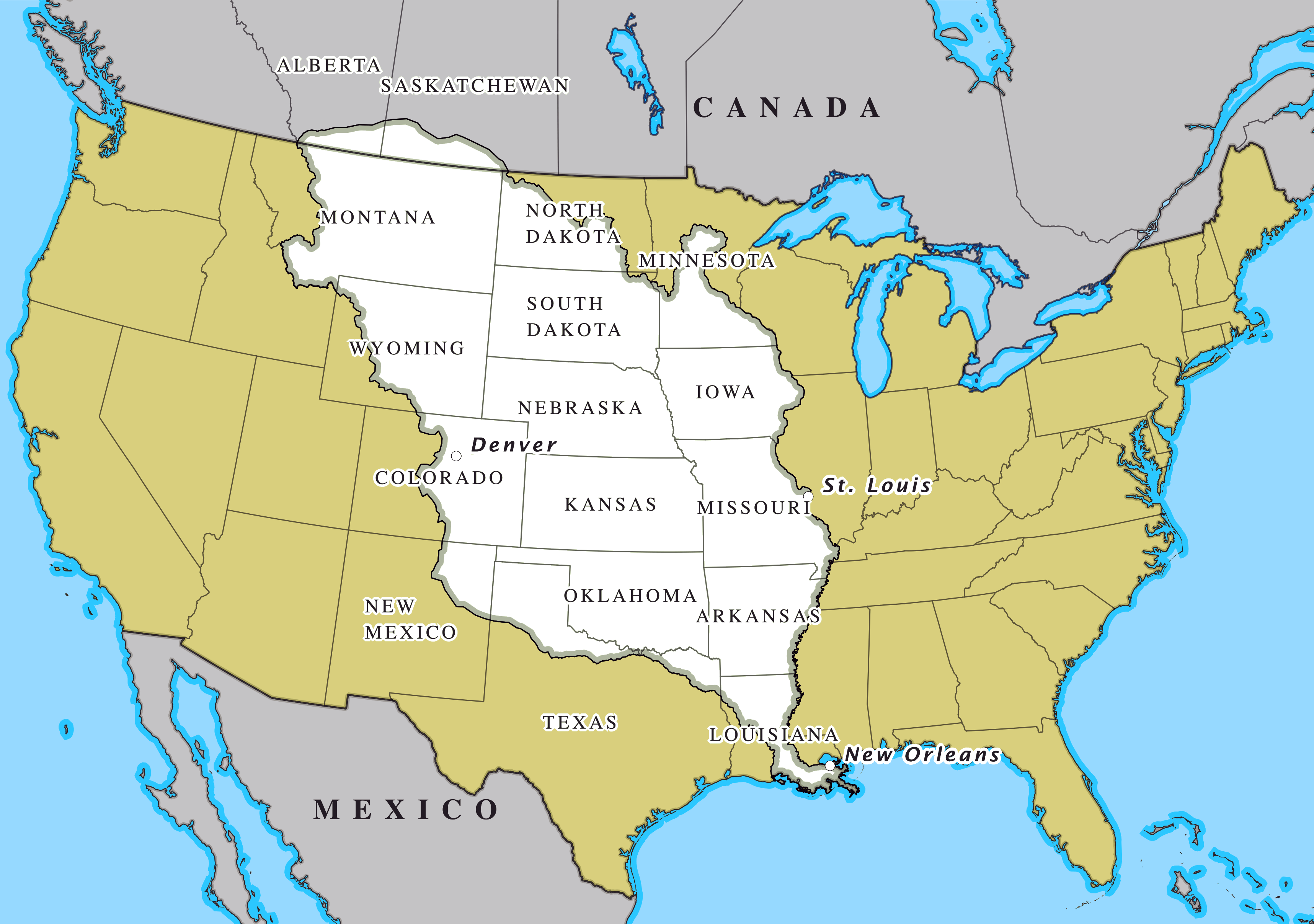
A Franciaországtól megvásárolt területek

Jefferson hivatalba lépésének idejére az Egyesült Államok már a Mississippi folyóig terjedt. Az ország nyugati lakosai további terjeszkedést szerettek volna és Louisiana annektálásában reménykedtek. 1803 elején küldöttek utaztak Franciaországba, hogy megvásárolják New Orleanst. Az amerikai delegáció meglepetésére Napóleon felajánlotta teljes Louisiana eladását 15 millió dollárért. A Szenátus gyorsan elfogadta a megegyezést és a Képviselőház azonnal jóváhagyta a pénzügyi oldalát a megállapodásnak. Louisiana megvásárlása majdnem megduplázta az Egyesült Államok területét és a pénzügyminiszternek külföldi bankoktól kellett kölcsönt kérnie, hogy létrejöhessen a megegyezés. A megállapodás népszerű volt, de sok Föderalista kritizálta. Fisher Ames képviselő a következőt mondta: "Pénzt fogunk költeni, amiből nagyon kevés van, területre, amiből már túl sok van."
1804-re Burr és Jefferson teljesen eltávolodtak. A párt ezért George Clintont jelölte alelnöknek. Burr ebben az évben kihívta Hamiltont egy párbajra, amelybe a korábbi külügyminiszter belehalt. Jefferson könnyen nyerte az 1804-es elnökválasztást. 1807-ben az ország megszüntette kereskedelmi kapcsolatait Európával a napóleoni háborúk következtében. Jefferson nem indult harmadik ciklusért, de segítette Madison kampányát az 1808-as előválasztáson. Madison könnyen legyőzte Pinckneyt az elnökválasztáson.

### 1809-1825: Madison és Monroe elnöksége

#### 1809-1817: Madison elnöksége
Az amerikai nép egyre ellenszenvesebb volt Nagy-Britanniával szemben az amerikai kereskedelem szabotálásáért. Ez vezetett egy új Demokrata-Republikánus-generáció megválasztásához, mint Henry Clay és John C. Calhoun. 1812. június 1-én Madison felkérte a Kongresszust hadüzenet kinyilvánítására. A Föderalisták ellenezték, de a nyilatkozatot elfogadták. DeWitt Clinton elindult Madison ellen az 1812-es elnökválasztáson, sikertelenül.

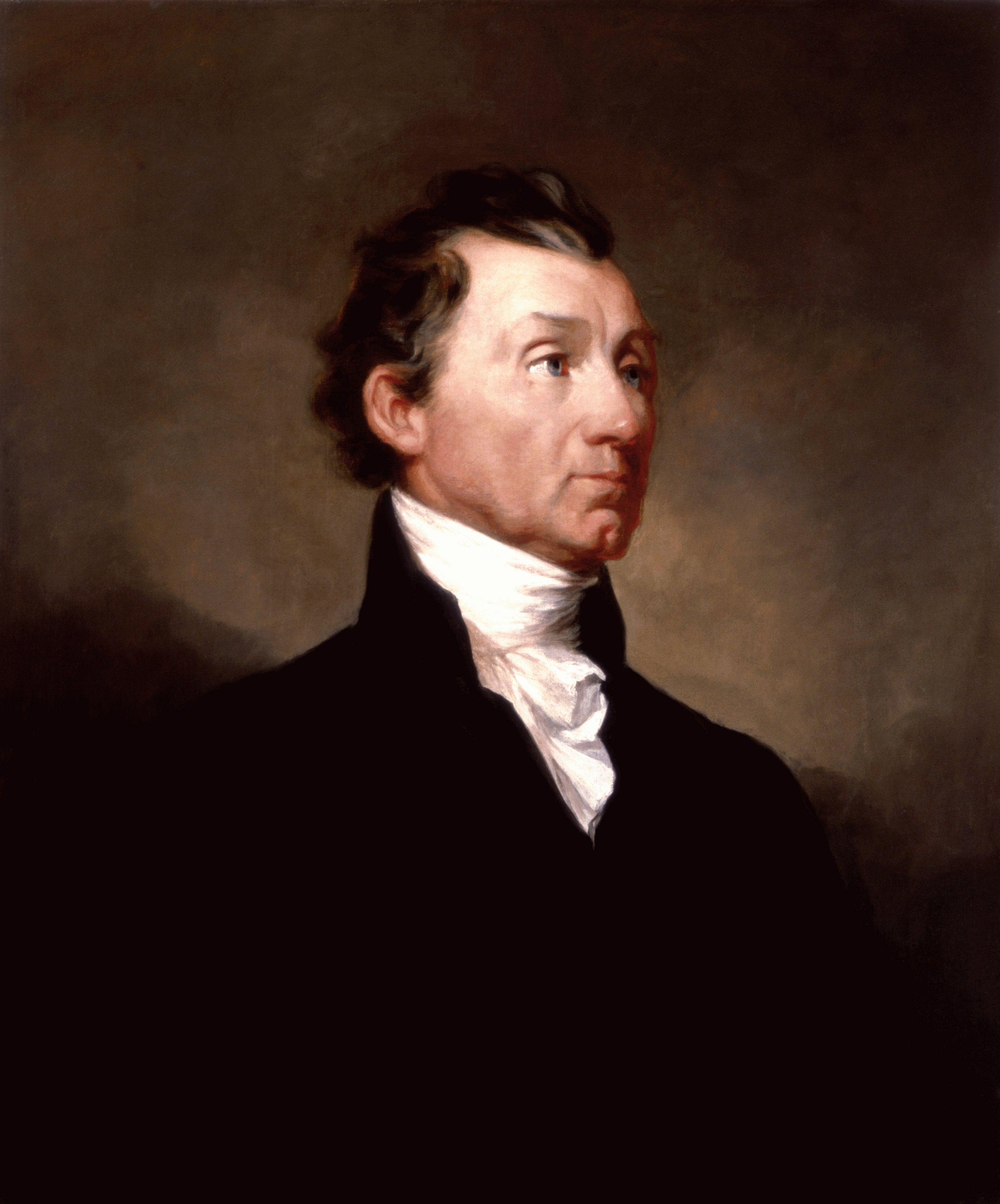
James Monroe

Madison azt remélte, hogy a brit-amerikai háborúnak gyorsan vége lesz, de a kezdetekben sikertelen volt a küzdelem. 1813-ban több katonai sikert aratott a William Henry Harrison által irányított hadsereg. 1814 augusztusában a britek leégették Washingtont. 1815 elején Maddison megtudta, hogy küldöttsége megállapodott a Genti béke részleteiben. 1815 januárjában Andrew Jackson New Orleansban aratott győzelmével lett vége a háborúnak. A Föderalista Párt egyre irrelevánsabb lett az időszakban és a Demokrata-Republikánusok gyakorlatilag egypártrendszerben irányították az országot.
A 14. kongresszus összeülésekor Madison javasolta a nemzeti bank visszaállítását. A Kongresszus beleegyezett az Egyesült Államok Második Bankjának felállításába. Az 1816-os előválasztáson James Monroe diadalmaskodott William H. Crawford fölött. A Föderalista ellenzék hiányában Monroe könnyen megnyerte az elnökválasztást.

#### 1817-1825: Monroe elnöksége
Monroe szerint a politikai pártok létezése káros volt az Amerikai Egyesült Államokra nézve, ezért több Föderalistát is befogadott kormányába. Az infrastruktúrát fejlesztette a gazdaság fejlődésének érdekében és támogatta a Nemzeti Út projektet is. 1819-ben gazdaságilag visszaesett az ország és az emberek nem bíztak a papírpénzben. Mindezek ellenére a Föderalisták nem tudtak egy jó jelöltet állítani Monroe ellen, aki ellenzék nélkül nyerte meg az elnökválasztást.
Missouri az unióba való felvétele idején vita kezdett el kialakulni a rabszolgaság körül. Északi Republikánus-Demokraták és Föderalisták támogatták a rendszer eltörlését, míg a déli párttagok teljes mértékben ellene voltak a lépésnek. 1820 februárjában Jesse B. Thomas képviselő kompromisszumot ajánlott. Missouri rabszolgatartó államként lépett be az unióba, míg a rabszolgaságot eltörölték volna az összes területen a 36°30′ északi szélességi körtől északra.

Az 1824-es elnökválasztás eredménye

1824-re a Föderalista Párt teljesen összeomlott és a Demokrata-Republikánus Párt jelöltjei indultak egymás ellen. A fő jelöltek John Quincy Adams, Henry Clay, William Crawford és Andrew Jackson voltak. Adams Új-Angliában, Clay és Jackson nyugaton, míg Jackson és Crawford délen volt népszerű.
Tekintve, hogy egy jelölt se nyerte el az elektori szavazatok többségét az 1824-es elnökválasztáson, a Képviselőház döntött az elnök kilétéről. Clay ugyan nem kedvelte Adamset, de támogatta jelöltségét Crawford és Jackson ellen. Clay támogatásával Adams megnyerte a választást. Az új elnök ezután kinevezte Clayt, mint az ország külügyminisztere. Jackson 1828-ban indult újra az elnöki címért.

### 1825-1829: Az utolsó évek
John Quincy Adams, Monroe-hoz hasonlóan küzdött a pártok közti ellenségeskedés ellen és kabinetjében ideológiailag sokszínű politikusokat nevezett ki. 1825-ben kialakult egy Adams-ellenes koalíció a Kongresszusban Jackson, Crawford és Calhoun alelnök vezetésével. Az 1826-os választások után Calhoun és Martin Van Buren megegyeztek, hogy Jacksont fogják támogatni az 1828-as elnökválasztáson. A média "Jackson emberei" és "Adams emberei"-ként hivatkozott a két frakcióra.
Jackson 178 elektori szavazatot nyert el a 261-ből. A rabszolgatartó államokban a szavazatok 72.6%-át szerezte meg. Monroe és Adams álmai egy pártmentes Amerikáról összetörtek és a Van Buren által támogatott pártharcok időszaka következett.

## Választások
| Választás | Jelöltek            | Jelöltek           | Szavazatok (%) | Electoral vote      | Electoral vote |
| Választás | Elnökjelölt         | Alelnökjelölt      | Szavazatok (%) | Elektori szavazatok | Eredmény       |
| --------- | ------------------- | ------------------ | -------------- | ------------------- | -------------- |
| 1796      | Thomas Jefferson    | Aaron Burr         | 46.6           | 68 / 138            | 2.             |
| 1800      | Thomas Jefferson    | Aaron Burr         | 61.4           | 73 / 138            | 1.             |
| 1804      | Thomas Jefferson    | George Clinton     | 72.8           | 162 / 176           | 1.             |
| 1808      | James Madison       | George Clinton     | 64.7           | 122 / 176           | 1.             |
| 1812      | James Madison       | Elbridge Gerry     | 50.4           | 128 / 217           | 1.             |
| 1812      | DeWitt Clinton      | Jared Ingersoll    | 47.6           | 89 / 217            | 2.             |
| 1816      | James Monroe        | Daniel D. Tompkins | 68.2           | 183 / 217           | 1.             |
| 1820      | James Monroe        | Daniel D. Tompkins | 80.6           | 231 / 232           | 1.             |
| 1824      | Andrew Jackson      | John C. Calhoun    | 41.4           | 99 / 261            | 1.             |
| 1824      | John Quincy Adams   | John C. Calhoun    | 30.9           | 84 / 261            | 2.             |
| 1824      | William H. Crawford | Nathaniel Macon    | 11.2           | 41 / 261            | 3.             |
| 1824      | Henry Clay          | Nathan Sanford     | 13             | 37 / 261            | 4.             |

## Kongresszus
| 1.          | 1789–1791 | 26       | 8                         | 18              | —     | —           | 65       | 28                        | 37              | —     | —           | George Washington |
| 2.          | 1791–1793 | 30       | 13                        | 16              | —     | 1           | 69       | 30                        | 39              | —     | —           | George Washington |
| 3.          | 1793–1795 | 30       | 14                        | 16              | —     | —           | 105      | 54                        | 51              | —     | —           | George Washington |
| Kongresszus | Évek      | Összesen | Demokrata- Republikánusok | Föderalisták    | Egyéb | Betöltetlen | Összesen | Demokrata- Republikánusok | Föderalisták    | Egyéb | Betöltetlen | Elnök             |
| 4.          | 1795–1797 | 32       | 11                        | 21              | —     | —           | 106      | 59                        | 47              | —     | —           | George Washington |
| 5.          | 1797–1799 | 32       | 10                        | 22              | —     | —           | 106      | 49                        | 57              | —     | —           | John Adams        |
| 6.          | 1799–1801 | 32       | 10                        | 22              | —     | —           | 106      | 46                        | 60              | —     | —           | John Adams        |
| 7.          | 1801–1803 | 34       | 17                        | 15              | —     | 2           | 107      | 68                        | 38              | —     | 1           | Thomas Jefferson  |
| 8.          | 1803–1805 | 34       | 25                        | 9               | —     | —           | 142      | 103                       | 39              | —     | —           | Thomas Jefferson  |
| 9.          | 1805–1807 | 34       | 27                        | 7               | —     | —           | 142      | 114                       | 28              | —     | —           | Thomas Jefferson  |
| 10.         | 1807–1809 | 34       | 28                        | 6               | —     | —           | 142      | 116                       | 26              | —     | —           | Thomas Jefferson  |
| 11.         | 1809–1811 | 34       | 27                        | 7               | —     | —           | 142      | 92                        | 50              | —     | —           | James Madison     |
| 12.         | 1811–1813 | 36       | 30                        | 6               | —     | —           | 143      | 107                       | 36              | —     | —           | James Madison     |
| 13.         | 1813–1815 | 36       | 28                        | 8               | —     | —           | 182      | 114                       | 68              | —     | —           | James Madison     |
| 14.         | 1815–1817 | 38       | 26                        | 12              | —     | —           | 183      | 119                       | 64              | —     | —           | James Madison     |
| 15.         | 1817–1819 | 42       | 30                        | 12              | —     | —           | 185      | 146                       | 39              | —     | —           | James Monroe      |
| 16.         | 1819–1821 | 46       | 37                        | 9               | —     | —           | 186      | 160                       | 26              | —     | —           | James Monroe      |
| 17.         | 1821–1823 | 48       | 44                        | 4               | —     | —           | 187      | 155                       | 32              | —     | —           | James Monroe      |
| 18.         | 1823–1825 | 48       | 43                        | 5               | —     | —           | 213      | 189                       | 24              | —     | —           | James Monroe      |
| Kongresszus | Évek      | Összesen | Jackson-támogatók         | Adams-támogatók | Egyéb | Betöltetlen | Összesen | Jackson-támogatók         | Adams-támogatók | Egyéb | Betöltetlen | Elnök             |
| 19th        | 1825–1827 | 48       | 26                        | 22              | —     | —           | 213      | 104                       | 109             | —     | —           | John Quincy Adams |
| 20th        | 1827–1829 | 48       | 27                        | 21              | —     | —           | 213      | 113                       | 100             | —     | —           | John Quincy Adams |